# 1968 en sport
Cette page présente les faits marquants de l'année 1968 en sport.

## Automobile
- Graham Hill remporte le Championnat du monde de Formule 1 au volant d'une Lotus-Ford.
- Vic Elford et David Stone gagnent le Rally automobile Monte Carlo sur une Porsche 911 T

## Badminton
- Création des Championnats d’Europe.

## Baseball
- Les Detroit Tigers remportent les World Series face aux Cardinals de Saint-Louis.
- 1968 est surnommé l'an des lanceurs - Denny McLain gagne 31 parties, Bob Gibson enregistre un ERA de 1,12 et Carl Yastrzemski gagne le titre du champion à la batte avec une moyenne de 0,301; la plus petite moyenne pour un gagnant de l'histoire de baseball.
- Finale du championnat de France : Cagnes-sur-Mer bat Paris UC.

## Basket-ball
- NBA : les Boston Celtics sont champion NBA en battant en finales les Los Angeles Lakers 4 manches à 2.
- ASVEL Lyon-Villeurbanne est champion de France.

## Cricket
- Affaire D'Oliveira : la tournée de l'Angleterre en Afrique du Sud est annulée par le premier ministre sud-africain John Vorster lorsque Basil D'Oliveira, un Métis du Cap qui joue pour l'Angleterre, est sélectionné pour le voyage en remplacement d'un coéquipier blessé.

## Cyclisme
- En l'absence de Jacques Anquetil retraité et d'Eddy Merckx qui s'estime trop jeune, Raymond Poulidor est le grand favori du Tour de France. Mais, champion de la malchance, il est victime d'une chute et doit abandonner. C'est le Néerlandais Jan Janssen, qui bat Herman Van Springel pour 38 secondes lors de la dernière étape, sans avoir jamais porté le maillot jaune.
- Vainqueur du Tour de Romandie et du Het Volk, Van Springel sera également second du championnat du monde sur route remporté à Imola par l'Italien Vittorio Adorni. Il sera lauréat du challenge Pernod.

## Football
- L'Italie remporte le Championnat d'Europe de football.
  - Article de fond : Championnat d'Europe de football 1968

## Football américain
- 14 janvier : Super Bowl II : Green Bay Packers 33, Oakland Raiders 14.
- 29 décembre : Baltimore Colts champion de la NFL. Article détaille : Saison NFL 1968.
- 29 décembre : New York Jets champion de l'AFL. Article détaille : Saison AFL 1968.

## Hockey sur glace
- Les Canadiens de Montréal remportent la Coupe Stanley.
- Coupe Magnus : Chamonix champion de France.
- L’Union soviétique remporte le championnat du monde.
- La Chaux-de-Fonds champion de Suisse.

## Jeux olympiques
- Jeux olympiques d'été à Mexico (Mexique) dont les épreuves se tiennent entre le 12 octobre et le 27 octobre.
  - Article de fond : Jeux olympiques d'été de 1968.
- Jeux olympiques d'hiver à Grenoble (France) dont les épreuves se tiennent entre le 6 février et le 18 février.
  - Article de fond : Jeux olympiques d'hiver de 1968.

## Rugby à XIII
- 5 mai : à Toulouse, Limoux remporte le Championnat de France face à Carcassonne 13-12 après prolongations.
- 12 mai : à Perpignan, Carcassonne remporte la Coupe de France face au Toulouse olympique XIII 9-2.
- 10 juin : l'Australie remporte la Coupe du monde de rugby à XIII.
  - Article de fond : Coupe du monde de rugby à XIII 1968

## Rugby à XV
- 1er mai : premier match de Rugby à XV féminin à Toulouse
- La France remporte le Tournoi des Cinq Nations en signant un Grand Chelem.
- Le FC Lourdes est champion de France.

## Ski alpin
- Coupe du monde
  - Le Français Jean-Claude Killy remporte le classement général de la Coupe du monde.
  - La Canadienne Nancy Greene remporte le classement général de la Coupe du monde féminine.

## Voile
- Geoffrey Williams remporte la 3e édition de l'OSTAR.

## Naissances
- 10 janvier : Luca Sacchi, nageur italien, spécialiste des épreuves des 200 et 400 m 4 nages.
- 23 janvier : Petr Korda, joueur de tennis tchèque.
- 31 janvier : Serge Blanco, joueur de rugby à XV français.
- 3 février :
  - Vlade Divac, basketteur yougoslave.
  - František Kučera, hockeyeur tchèque.
- 9 février : Frédéric Meyrieu, footballeur français, qui commença sa carrière professionnelle avec l'Olympique de Marseille en 1984.
- 13 février : Céline Géraud, ancienne judokate française devenue animatrice de télévision.
- 5 mars : Jesús Miguel Rollán, joueur espagnol de water polo, champion olympique lors des Jeux d'Atlanta en 1996. († 11 mars 2006).
- 9 mars :
  - Youri Djorkaeff, footballeur français.
  - Richard Prause, joueur de tennis de table allemand.
- 23 mars : Zhang Shan, championne de tir chinoise, championne olympique de skeet (mixte) aux Jeux de Barcelone en 1992.
- 31 mars : Naoya Ogawa, judoka japonais.
- 9 avril : Marie-Claire Restoux, judokate française.
- 15 juin : Károly Güttler, nageur hongrois, spécialiste de la brasse.
- 9 mai : Marie-José Pérec, athlète française.
- 10 mai : Tatyana Shikolenko, à Krasnodar, athlète russe.
- 16 juin : Tahar El Khalej, footballeur marocain.
- 17 juin : Minoru Suzuki, pratiquant de combat libre et catcheur japonais.
- 26 juin : Paolo Maldini, footballeur italien.
- 30 juin : Volker Zerbe, handballeur allemand.
- 3 juillet : Jean-Christophe Rolland, rameur français, champion olympique en deux sans barreur aux Jeux de Sydney en 2000, champion du monde en 1993 en quatre sans barreur et en 1997 en deux sans barreur.
- 12 juillet : Catherine Plewinski, nageuse française.
- 16 juillet : Barry Sanders, joueur de football US américain.
- 21 juillet : Lyle Odelein, joueur canadien de hockey sur glace, ayant évolué dans la LNH.
- 27 juillet : Ricardo Rosset, pilote automobile brésilien de Formule 3000 et de Formule 1.
- 3 août : Rod Beck, joueur américain de baseball. († 23 juin 2007).
- 5 août : Colin McRae, pilote  de rallye britannique. († 15 septembre 2007).
- 20 août :
  - Klas Ingesson, footballeur suédois († 29 octobre 2014).
  - Abdelatif Benazzi, joueur de rugby à XV français.
  - Elena Välbe, skieuse de fond russe.
- 22 août : Endrio Leoni, coureur cycliste italien.
- 7 septembre : Marcel Desailly, footballeur français, champion du monde en 1998 et champion d'Europe en 2000.
- 18 septembre : Toni Kukoč, basketteur croate.
- 28 septembre : Mika Häkkinen, pilote automobile finlandais, champion du monde de Formule 1 en 1998 et 1999.
- 2 octobre : Jana Novotná, joueuse de tennis tchèque († 19 novembre 2017).
- 15 octobre : Didier Deschamps, footballeur français, champion du monde en 1998 et champion d'Europe en 2000.
- 16 octobre : Jean-Philippe Gatien, pongiste français.
- 18 octobre : Michael Stich, joueur de tennis allemand.
- 24 octobre : Giovanni Bia, footballeur italien.
- 6 novembre : Sandie Richards, athlète .jamaïcaine, spécialiste du 400 mètres.
- 7 novembre : Michel Pavon, footballeur, puis entraîneur français de football.
- 21 novembre : Qiao Hong, joueuse chinoise de tennis de table.
- 30 novembre : Laurent Jalabert, coureur cycliste français.
- 4 décembre : Mike Barrowman, nageur américain, spécialiste de la brasse.
- 6 décembre : Christian Elder, pilote automobile américain de NASCAR Busch Series. († 12 août 2007).
- 9 décembre : Kurt Angle, lutteur et catcheur américain.
- 20 décembre : Karl Wendlinger, pilote automobile autrichien, ayant disputé 41 Grands Prix de Formule 1 de 1991 à 1995.

- Dates non renseignées ou inconnues :
  - Felix Savon, boxeur cubain.

## Décès
- 1er janvier : Guy Boniface, joueur de rugby français (° 6 février 1937).
- 22 janvier : Duke Kahanamoku, nageur américain.
- 7 avril : Jim Clark, pilote automobile écossais. (° 4 mars 1936).
- 25 avril : John Tewksbury, 92 ans, athlète américain. (° 21 mars 1876).
- 2 juin : Richard Williams, 77 ans, joueur américain de tennis, vainqueur de l'US Open en 1914 et 1916. (° 29 janvier 1891).
- 7 juin : Gholamreza Takhti, lutteur iranien (° 27 août 1930).
- 17 juin : Nesto Nasazzi, footballeur uruguayen.
- 14 août : Marcel Thil, boxeur français. (° 25 mai 1904).
- 25 août : Stan McCabe, 58 ans, joueur de cricket australien, 39 sélections en test cricket de 1930 à 1938. (° 16 juillet 1910).
- 28 septembre : Norman Brookes, joueur de tennis australien. (° 14 novembre 1877).
- 5 octobre : Harry S. Freeman, joueur de hockey sur gazon britannique, champion olympique aux Jeux de Londres en 1908.  (° 7 février 1876).
- 21 décembre :  Vittorio Pozzo, footballeur puis entraîneur italien (° 2 mars 1886).